# Флора Северне Македоније
Флора Северне Македоније представљена је са око 210 породица, 920 родова и око 3.700 биљних врста. Најбројније групе су скривеносеменице са око 3.200 врста, иза којих следе маховине (350 врста) и папрати (42).
Фитогеографски, Македонија припада илирској (балканској) провинцији циркумбореалног региона у оквиру бореалног царства. Македонија је претежно прекривена шумама - чак 50% укупне територије државе је под различитим шумама. Према Светској фондацији за природу и дигиталним мапама европских еколошких региона Европске Агенције за животну средину, територија Северне Македоније може се поделити на четири екорегиона: мешовите шуме планине Пинд, балканске мешовите шуме, родопске мешовите шуме и егејске склерофитне и мешовите шуме.

## Нумеричка дистрибуција биљних фамилија, родова и врста
Сви родови и врсте биљака које се сусрећу у Северној Македонији су представљени у "Флори Републике Македоније" (Македонски Флора на Република Македонија) од стране академика Кирила Мицевског, једног од оснивача ботаничке науке у Северној Македонији.
| Група                                         | Породице   | Родови      | Врсте           | Подврсте, врсте, облици | Сви таксони     |
| --------------------------------------------- | ---------- | ----------- | --------------- | ----------------------- | --------------- |
| Marchantiophyta                               | 29         | 42          | 66              | -                       | -               |
| Anthocerotophyta                              | 1          | 1           | 1               | -                       | -               |
| Bryophyta                                     | 34         | 124         | 330             | -                       | -               |
| Lycopodiophyta                                | 3          | 5           | 6               | -                       | 6               |
| Equisetophyta                                 | 1          | 1           | 7               | 13                      | 20              |
| Pterophyta                                    | 15         | 21          | 42              | 18                      | 60              |
| Pinophyta                                     | 4          | 6           | 15              | 7                       | 22              |
| Magnoliophyta *Dicotyledonae *Monocotyledonae | 120 102 18 | 720 565 155 | 3.200 2.600 600 | 1.700 1.500 200         | 4,900 4,100 800 |
| Укупна биљна таксономија                      | 210        | 920         | 3.700           | 1.740                   | 5,350           |